# Pont-canal del Fresquel
El pont-canal del Fresquel és un pont canal en arc situat prop de Carcassona al departament de l'Aude. Gràcies a aquesta construcció el Canal del Migdia permet superar el riu Fresquel, alfuent de l'Aude. Es va construir entre 1802 i 1810 quan es va desviar el canal per tal que pogués passar pel centre de Carcassona.